# José Luis Fonrouge
Pas d'image ? Cliquez ici
José Luis Fonrouge, né le 22 mars 1942 et mort le 28 avril 2001 à proximité de Roque Pérez, dans la province de Buenos Aires, est un alpiniste et entrepreneur argentin. Il réalise, au cours de sa carrière, de nombreuses ascensions en Patagonie, en Antarctique, en Europe et aux États-Unis.

## Biographie
Il débute l'escalade à 13 ans. Il obtient grâce à Gerardo Watzl, alors président du Centro Andino Buenos Aires (CABA) une bourse et intègre l'École nationale du ski et de l'alpinisme en 1961.
Le 16 janvier 1965, il atteint le sommet du Fitz Roy, en compagnie de Carlos Comesaña. Il s'agit de la deuxième expédition à avoir atteint le sommet après celle de Lionel Terray et Guido Magnone en 1952.
Il est l'auteur de Horizontes Verticales en la Patagonia, paru en 1999.
Il est nommé directeur des parcs nationaux d'Argentine, en mars 2001, un mois avant sa mort, après que le Cessna 208 Caravan dans lequel il voyageait se soit écrasé dans un champ, à proximité de la localité de Roque Pérez.

## Ascension notables
Il réalise les ascensions suivantes (liste non exhaustive) :
- 1965 : Fitz Roy
- 1967 : face sud-ouest de l'aiguille Poincenot
- 1968 : Huandoy
- 1970 : Cerro Adela
- 1974 : Cerro Tolosa, glacier del Hombre Cojo
- 1976 : Cerro Lanín, face sud
- 1992 : Cerro Grande
- 1997 : Gorra Blanca
- 2000 : Volcan Maipo